# Helicoma perelegans
Helicoma perelegans är en svampart som beskrevs av Thaxt. ex Linder 1929. Helicoma perelegans ingår i släktet Helicoma och familjen Tubeufiaceae.   Inga underarter finns listade i Catalogue of Life.